# Michael Flatley
Michael Ryan Flatley (n. Chicago, Illinois; 16 de julio de 1958) es un bailarín, flautista y coreógrafo irlandés estadounidense que alcanzó el éxito internacional gracias a espectáculos como Riverdance, Lord of the Dance y Celtic Tiger. Ha alentando a muchas personas con su lema "nada es imposible...sigue tus sueños".

## Biografía y carrera profesional
Michael Flatley nació en la comunidad irlandesa del South Side de Chicago; sus padres provenían de los condados de Sligo y Carlow, en Irlanda. Flatley comenzó a aprender danza a los 11 años y en 1975 se convirtió en el primer no europeo en ganar el Campeonato de Irlanda de Danza Irlandesa; similar éxito obtuvo como flautista, ganando en tres ocasiones el Campeonato de Irlanda en esta modalidad. También tuvo una corta carrera como boxeador, durante la cual llegó a ganar el Golden Gloves Championship de Chicago con 17 años. 
Entre 1978 y 1979, formó parte de la compañía de danza irlandesa Green Fields of America, y más tarde, en los años 80, trabajó con The Chieftains. En los años 90 cocreó la coreografía del número de danza Riverdance junto con la también bailarina Jean Butler; esta coreografía obtuvo un gran éxito, en especial tras su aparición en el intermedio del Festival de Eurovisión de 1994. Flatley y Butler desarrollaron entonces un espectáculo completo a partir del número original. Tras la disolución de la pareja de bailarines por diferencias creativas, Flatley produjo, dirigió, coreografió y protagonizó su propio espectáculo, Lord of the Dance.
Lord of the Dance tuvo un récord de 21 shows consecutivos en el Wembley Arena de Londres, logró que sigue aun vigente.
En 1998, Flatley creó otro espectáculo titulado Feet of Flames, que llevó de gira por los Estados Unidos entre 2000 y 2001. Su último espectáculo hasta la fecha, titulado Celtic Tiger, se estrenó en julio de 2005, y expresa a través de la danza la historia del pueblo irlandés y su emigración a los Estados Unidos.
Flatley también ha aparecido en varios conocidos programas de televisión estadounidense, como Dancing with the Stars, en el cual ocupó el rol de juez. También ha actuado junto con su troupe en el programa de la NBC Superstars of Dance, en cuya edición de 2009 Flatley actúa además como presentador.

## Vuelta a los escenarios (2009-2010)
En diciembre de 2009, Flatley volvió a los escenarios para una representación limitada de la versión "Hyde Park" de Feet of Flames en Taiwán. La gira tuvo que ampliarse para satisfacer la demanda de entradas.
En 2010, volvió a encabezar el espectáculo Lord of the Dance, con actuaciones en estadios de Inglaterra, Irlanda, Alemania, Suiza y Austria[35]. Sin embargo, a diferencia del espectáculo original, el escenario de la gira de regreso de 2010 se rediseñó; presentaba nuevos decorados, nuevo vestuario, iluminación de última generación, pirotecnia y proyecciones.
Lord of the Dance 3D, la película en 3D de la gira de regreso, se estrenó en los cines de todo el mundo en 2011. La película en 3D se editó posteriormente en DVD y Blu-ray bajo el título, Michael Flatley Returns as Lord of the Dance, y muestra actuaciones desde los O2 Arenas de Londres, Dublín y Berlín.

## Álbum de flauta (2011)
En 2011, Flatley publicó On A Different Note, un álbum de flauta. Los 25 temas incluyen aires y melodías que ha tocado en sus espectáculos, otras melodías tradicionales y nuevas composiciones.

## Una noche para recordar, Juegos peligrosos
El 18 de mayo de 2014, Flatley grabó un episodio único de 60 minutos de ITV Music Specials titulado Michael Flatley: A Night to Remember, para celebrar su larga carrera. El programa se emitió el 1 de junio de 2014 y fue presentado por Christine Bleakley.
También ese mismo año, Flatley creó un spin-off revisado de Lord of the Dance, titulado Lord of the Dance: Dangerous Games, que presentaba un argumento similar con nuevos números, así como nueva música de Gerard Fahy, que anteriormente había actuado como director de orquesta y director musical en los espectáculos de Flatley.

## Lesiones, gira de despedida y retirada
En mayo de 2015, Flatley reveló que gran parte de su columna vertebral estaba irreparablemente dañada y que tenía la rodilla izquierda dañada, el músculo de la pantorrilla derecha/tríceps surae desgarrado, dos tendones de Aquiles rotos, una costilla fracturada y un hueso roto recurrente en el pie[42] Ese año, se colgó una caricatura suya en el restaurante Sardi's de Broadway.
En noviembre de 2015, el espectáculo de Flatley Lord of the Dance: Dangerous Games se estrenó en el Lyric Theatre, un teatro de Broadway. Debido a sus lesiones, Flatley solo pudo actuar en los dos números finales de la representación. Tras los espectáculos en Nueva York, Flatley realizó una última gira por Estados Unidos El que entonces se pensó que sería el último espectáculo de Flatley tuvo lugar en Las Vegas el Día de San Patricio de 2016.

## Vida personal

### Matrimonios y familia
Flatley conoció a Beata Dziaba en el Royal Albert Hall de Londres. La pareja se casó en 1986 en un registro civil danés; se divorciaron en 1997 tras múltiples romances con otras mujeres.
En junio de 2006, Flatley empezó a salir con Niamh O'Brien, bailarina de varios de sus espectáculos desde hacía tiempo. Según el Derecho Canónico, su primer matrimonio como católico en una boda civil no fue reconocido por la Iglesia, por lo que Flatley, de 48 años, y Niamh, de 32, pudieron celebrar una ceremonia católica. El 14 de octubre de 2006, la pareja se casó en la emblemática iglesia de San Patricio[68] de Fermoy, en el condado de Cork, con una lujosa recepción en la histórica Castlehyde House de Flatley, también situada en Cork (Irlanda).
Él y su esposa tienen un hijo, Michael St. James, nacido en 2007. Dividen su tiempo entre una casa en Montecarlo y Castlehyde House en Irlanda.

### Salud
En 2003, Flatley fue tratado de un melanoma maligno. Flatley declaró posteriormente: "It was purely by chance that it was noticed [...] I had never even noticed it...it can be a frightening place to be". El 11 de enero de 2023, un portavoz de Flatley anunció que había sido operado tras el diagnóstico de una forma agresiva de cáncer. El comunicado decía: "Queridos amigos, tenemos algo personal que compartir, Michael Flatley ha sido diagnosticado con una forma agresiva de cáncer. Ha sido operado y está bajo el cuidado de un excelente equipo de médicos. No haremos más comentarios en este momento. Solo os pedimos vuestras oraciones y buenos deseos."